# 飛翔公園駅
飛翔公園駅（ひしょうこうえんえき、簡体字：飞翔公园站）は、中華人民共和国広東省広州市白雲区にある広州地下鉄2号線の駅である。
なお、2018年時点でこの駅付近に「飛翔公園」という公園が存在しない。

## 利用可能な鉄道路線
広州地下鉄
■2号線

## 駅構造
| 地下1階 | 西コンコース                 | 改札口、自動券売機、サービスセンター、駅商店、セキュリティ           |  |
|         | 相対式ホーム、右側の扉が開く |                                                                      |  |
|         | 2番線                        | 2号線 三元里へ（広州南駅方面）                                       |  |
|         | 1番線                        | 2号線 白雲公園へ（嘉禾望崗方面）                                     |  |
|         | 相対式ホーム、右側の扉が開く |                                                                      |  |
|         | 東コンコース                 | 改札口、自動券売機、サービスセンター、駅商店、駅警備室、安全検査設備 |  |
| 地下2階 | 連絡通路                     | 両側ホームを連絡（改札内）                                           |  |

## 歴史
- 2010年9月25日 - 開業。

## 隣の駅
広州地下鉄
■2号線
三元里駅 217 - 飛翔公園駅 218 - 白雲公園駅 219